# Al-Maqrizi
Al-Maqrizi o Makrizi (nome completo: Taqī al-Dīn Ahmad ibn ʿAlī ibn ʿAbd al-Qādir ibn Muhammad al-Maqrīzī; in arabo تقى الدين أحمد بن على بن عبد القادر بن محمد المقريزى‎?; Il Cairo, 1364 – 1442) è stato uno storico egiziano.
Sebbene egli fosse "uno storico mamelucco e convintamente sunnita, è abbastanza straordinario il suo interesse non fazioso verso il pensiero dell'Ismailismo cui aderirono gli Imam fatimidi e il loro ruolo nella storia egiziana".

## Vita
Al-Maqrīzī nacque al Cairo e trascorse la maggior parte della propria vita in Egitto, dove seguì gli insegnamenti del madhhab hanafita. Tuttavia egli diventò più tardi shafeita, con una qualche inclinazione zahirita.
Nel 1385 compì il pellegrinaggio islamico. Per qualche tempo fu segretario nell'amministrazione governativa e nel 1399 diventò ispettore dei mercati (Sahib al-suq, o muḥtasib ) del Cairo e dell'Egitto settentrionale. Divenne poi predicatore (khaṭīb ) nella Moschea di ʿAmr ibn al-ʿĀṣ di ʿAmr b. al-ʿĀṣ, principale riferimento nella Moschea di al-Hakim e lettore di tradizioni islamiche. Nel 1408 si recò a Damasco e divenne ispettore della Qalanisriyya a lettore. Più tardi si ritirò a vita privata al Cairo.
Nel 1430 effettuò ancora il Ḥajj assieme alla propria famiglia e viaggiò per quasi cinque anni. La sua cultura fu straordinaria, le sue osservazioni precise e accurate e la sua capacità critica di giudizio assai buona, ma i suoi libri appaioni spesso mere compilazioni e non sempre si preoccupa di segnalare le sue fonti al lettore.

## Scritti
Il numero dei suoi scritti, che superano i 200,, riguardano l'Egitto. Il più importante è al-Mawāʿiẓ wa al-iʿtibār fī dhikr al-khiṭaṭ wa al-athār (2 voll., Būlāq, 1854), tradotto in francese da Urbain Bouriant come Description topographique et historique de l'Égypte (Paris, 1895-1900) per il quale si può anche vedere A. R. Guest, "A List of Writers, Books and other Authorities mentioned by El Maqrizi in his Khitat", in Journal of the Royal Asiatic Society, 1902, pp. 103–125).
Della sua Storia dei Fatimidi (Ittiʿāẓ al-ḥunafāʾ bi-akhbār al-aʿimma al-Fāṭimiyyīn al-Khulafāʾ) un estratto fu pubblicato da Johann Kosegarten nella sua Chrestomathia (Leipzig, 1828, pp. 115–123), mentre la Storia dei governanti ayyubidi e mamelucchi (al-Sulūk fī maʿrifat duwal al-mulūk) è stata tradotta da É. Quatremère (2 voll., Paris, 1837-1845).
Maqrizi cominciò anche un ampio lavoro, intitolato al-Maqfī, un'enciclopedia di biografie di personaggi egiziani ordinata alfabeticamente. Un altro storico egiziano, al-Sakhawi, credeva che ciò avrebbe richiesto 80 volumi per essere completata. Di essa tuttavia esistono solo 16 volumi scritti. Tre volumi autografi esistono a livello di manoscritto a Leida e uno a Parigi.

### Lavori minori
- Mahomeddan Coinage (ed. O. G. Tychsen, Rostock, 1797; traduzione francese di Silvestre de Sacy, Parigi, 1797)
- Arab Weights and Measures (ed. Tychsen, Rostock, 1800)
- Arabian Tribes that migrated to Egypt (ed. F. Wüstenfeld, Göttingen, 1847)
- Account of Hadhramaut (ed. P. B. Noskowyj, Bonn, 1866)
- Strife between the Bani Umayya and the Bani Hashim (ed. G. Vos, Leiden, 1888)
- Historia Regum Islamiticorum in Abyssinia (ed. e trad. latina di F. T. Rink, Leiden, 1790).

### Opere
- al-Mawāʿiẓ wa al-iʿtibār fī dhikr al-khiṭaṭ wa al-athār (sulla città del Cairo e i suoi monumenti)
- al-Sulūk fī maʿrifat duwal al-mulūk (sulla storia mamelucca dell'Egitto)
- Ittiʿāẓ al-hunafāʾ bi-akhbār al-aʿimma al-Fāṭimiyyīn al-Khulafāʾ (sullo Stato fatimide e i suoi Imam)
- al-Bayān wa l-iʿrāb amma bi-arḍ Miṣr min al-Aʿrāb (sulle tribù beduine arabe in Egitto)
- Ighāthat al-Umma bi-kashf al-ghumma (sulla carestia che ebbe luogo in Egitto)
- al-Maqfī (biografie di prìncipi ed eminenti personalità del suo tempo)